# Jure Detela
Jure Detela, född den 12 februari 1951, död den 17 januari 1992, var en slovensk poet, skribent och essäist.
Jure Detela studerade konsthistoria vid universitet i Ljubljana. I samverkan med en studentkamrat och en sociolog som han lärde känna under skolåldern utgav han 1979 manifestet Podrealistični manifest. Han deltog i avantgarde-sällskapet Pisarna Aleph. Förutom poesi skrev han en självbiografisk roman som gavs ut 1988. Han fick postumt Jenkopriset för sitt lyriska skrivande.